# Електрически разклонител
Електрическият разклонител, популярно наричан само разклонител, е преносимо електротехническо устройство, което служи за свързване на уреди, устройства, работни инструменти или други електропотребители отдалечени от стационарната електрическа инсталация. Използването на подобно устройство има временен характер. Използват се електроинсталационните щепселни съединения – токовземащи – щепсел за включване към електромрежата, свързващ шнур и токоотдаващи – щепселна кутия, за включване на консуматора на енергия. Щепселната кутия е с едно ли повече щепселни гнезда, а дължината на свързващия кабел се определя от потребностите на потребителя. В разклонителите предназначени за бита се вграждат обикновени многогнездни щепселни кутии. Предлагат се и такива с вграден превключвател с индикация за напрежение, с програмируем часовник превключвател за изключване от мрежата или със защита реализирана с електрически предпазител.

## Използване
Електрическите разклонители са разработени за две направления на ползване - в бита и в промишлеността и строителството.
Поради различните експлоатационни условия при ползване - дължината на използвания шнур за провеждане на електрическия ток, необходимата механична и електрическа натовареност на шнуровете за разклонителите са различни. Щепселните кутии също са различно изпълнение. Използваните двуполюсни щепселни кутии за разклонители за бита са от типа „шуко“ за открита инсталация и са за напрежение от 250 V с работен ток до 10 А.
Разклонителите за бита се произвеждат с конструктивни елементи, параметри и характеристики за открита електрическа инсталация. Обикновено са с дължина от 1,5 до 10 метра. За връзка на щепселните съединения се използва шнур с каучукова изолация или изолация от поливинилхлорид, преносен, лек тип. С тях се свързват подвижни консуматори при допустими малки механични сили оказвани върху шнура. Обикновено фабрично произвежданите разклонители се предлагат с шнурове с три жила със сечение 1,5 mm2 или повече от жила изолирани, усукани помежду си и с обща каучукова или поливинилхлоридна обвивка, наричана шланг. Има нормативни документи за конструкцията на шнуровете третиращ всеки използван вид материал, сечение, изолация и норма за препоръчван допустим работен режим за безопасното използване, за да се избегне възможното прегряване. Например прието е като норма максимално допустим ток за продължително ползване на разклонители с шнурове от този вид при сечение 1,5 mm2 да е до 23 A, при сечение 2,5 mm2 да е до 30 А. 

## Удължители
Разклонителите за производствени, монтажни, строителни цели и сервизни нужди се наричат още удължители, поради значително по-голямата дължина на шнура и по-дебелата шланговата покривка за висока механична устойчивост и здравина. Поради тежките условия на експлоатация в удължителите се влагат двуполюсни щепселни кутии за открита инсталация или по-често такива във водозащитено изпълнение със самозатварящи се капаци. За специални цели при необходимост от по-висока електрическа мощност, се използват щепселни кутии за открита уредба или водозащитено изпълнение с контактни гнезда за плоски щифтове в дву - или три полюсно изпълнение със заземителен щифт за 250 V или 380 V и за ток 15 А или за 25 А. Произвеждат се и се използват с шлангови шнурове от типа преносими, леки, средни и тежки. Тези разклонители-удължители за удобство се произвеждат под формата на макара с намотан на нея шнур и монтирани на макарата щепселни кутии. Удължители с най-малкото сечение на шнура за този тип разклонители е 0,5 mm2, но гамата от други стандартни сечения на проводниците е голяма и при необходимост се ползват тежки шнурове с дебела шлангова покривка и с тоководещи жила до стандартното сечение от 70 mm2. Този тип се използва и е популярен с наименованието шлангови кабели. Максимално допустимият ток за двужилен шнур при сечение 2,5 mm2 е 33 А, а при сечение 4 mm2 има допустим максимален ток 43 А. Трижилен шнур от този тип, има максимално допустим работен ток за тези сечения съответно 28 А и 36 А. 